# Miconia sarmentosa
Miconia sarmentosa är en tvåhjärtbladig växtart som beskrevs av Célestin Alfred Cogniaux. Miconia sarmentosa ingår i släktet Miconia och familjen Melastomataceae. Inga underarter finns listade i Catalogue of Life.